# Circuito Brasileiro de Voleibol de Praia Masculino de 2020–21
O Circuito Brasileiro de Voleibol de Praia Masculino de 2020-21, também chamado de Circuito Banco do Brasil de Vôlei de Praia Open, é a trigésima edição da principal competição nacional de vôlei de praia na variante masculina, iniciado em 20 de setembro de 2020. A competição teve campeões inéditos numa final também inédita, na qual a dupla Guto e Arthur Mariano conquistou seus primeiros ouros sobre a dupla Adrielson e Renato Andrew no dia 28 de fevereiro de 2021..Na nona etapa, no Rio de Janeiro, a dupla George Wanderley e André Loyola Stein avançaram a semifinal e garantiram por antecipação o título da temporada 2020-21 e na disputada da final da referida etapa terminaram com o vice-campeonato.

## Resultados

### Circuito Open 2020-21
| Evento                                                                              | Ouro                                   | Prata                                  | Bronze                                 | Quarto lugar                           |
| 1ª Etapa Saquarema, Rio de Janeiro (Estado) 24 a 27 de setembro de 2020.            | / George Wanderley André Loyola Stein  | /Gustavo Carvalhaes Arthur Mariano     | /Renato Andrew Adrielson Emanuel       | /Hevaldo Moreira Saymon Barbosa Santos |
| 2ª Etapa Saquarema, Rio de Janeiro (Estado) 22 a 25 de outubro de 2020.             | /Alison Cerutti Álvaro Filho           | /Bruno Oscar Schmidt Evandro Gonçalves | / George Wanderley André Loyola Stein  | /Allison Francioni Fábio Bastos        |
| 3ª Etapa Saquarema, Rio de Janeiro (Estado) 12 a 15 de novembro de 2020.            | /Alison Cerutti Álvaro Filho           | /Gustavo Carvalhaes Arthur Mariano     | /Bruno Oscar Schmidt Evandro Gonçalves | / George Wanderley André Loyola Stein  |
| 4ª Etapa Saquarema, Rio de Janeiro (Estado) 26 a 29 de novembro de 2020.            | / George Wanderley André Loyola Stein  | /Bruno Oscar Schmidt Evandro Gonçalves | /Alison Cerutti Álvaro Filho           | /Renato Andrew Adrielson Emanuel       |
| 5ª Etapa Saquarema, Rio de Janeiro (Estado) 10 a 13 de dezembro de 2020.            | /Bruno Oscar Schmidt Evandro Gonçalves | / George Wanderley André Loyola Stein  | /Alison Cerutti Álvaro Filho           | /Gustavo Carvalhaes Arthur Mariano     |
| 6ª Etapa Saquarema, Rio de Janeiro (Estado) 28 a 31 de janeiro de 2021.             | / George Wanderley André Loyola Stein  | /Gustavo Carvalhaes Arthur Mariano     | /Renato Andrew Adrielson Emanuel       | / Oscar Brandão Thiago Santos Barbosa  |
| 7ª Etapa Saquarema, Rio de Janeiro (Estado) 25 a 28 de fevereiro de 2021.           | /Gustavo Carvalhaes Arthur Mariano     | /Renato Andrew Adrielson Emanuel       | /Matheus Maia Vinícius Cardozo         | /Vitor Felipe Vinícius Freitas         |
| 8ª Etapa Saquarema, Rio de Janeiro (Estado) 24 a 28 de março de 2021.               | /Alison Cerutti Álvaro Filho           | / George Wanderley André Loyola Stein  | Arthur Mariano Adrielson Emanuel       | /Lipe Anderson Melo                    |
| 9ª Etapa Rio de Janeiro (cidade), Rio de Janeiro (Estado) 16 a 20 de junho de 2021. | / Bruno Schmidt Evandro Gonçalves      | / George Wanderley André Loyola Stein  | Renato Andrew Vitor Felipe             | /Gustavo Carvalhaes Arthur Mariano     |

## Ranking Final

### Premiações individuais
Os destaques da temporada foramː
| MVP                     |
| Melhor Ataque           |
| Craque da Galera        |
| Melhor Bloqueio         |
| Melhor Saque            |
| Melhor Recepção/Passe   |
| Melhor Defesa           |
| Melhor Levantador       |
| Atleta que mais evoluiu |
| Revelação               |
| Melhor Técnico          |